# Carvon
Carvon is een monoterpeenketon dat voorkomt in de olie van veel planten, vooral karwijzaad en dille.

## Stereo-isomerie
Carvon komt voor als twee enantiomeren, moleculen die elkaars spiegelbeeld zijn: S-carvon, ook d-carvon genoemd (van dextro), is een vloeistof die naar karwij ruikt; R-carvon of l-carvon (van laevo) is een kleurloze vloeistof die ruikt naar munt. Beide hebben een kookpunt van ca. 231°C en zijn vrijwel onoplosbaar in water. Handelspreparaten zijn vaak door kleine verontreinigingen (<1%) een beetje gelig.
S-carvon is het belangrijkste bestanddeel van de olie van karwijzaad en dille; R-carvon komt het meest voor in de olie van munt (Mentha spicata).

## Toepassingen
Carvon wordt reeds lang gebruikt als smaak- en geurstof in de voeding, onder meer in kauwgom met muntsmaak; ook als geurstof in luchtverfrissers e.d. Etherische oliën met carvon worden gebruikt in aromatherapie en alternatieve geneeskunde.
S-carvon is een natuurlijk bewaarmiddel dat in de landbouw gebruikt wordt als kiemgroeiregulator (als alternatief voor het verboden chloorprofam), om te voorkomen dat bewaarde aardappelen vroegtijdig scheuten vormen. Daarvoor moet het wekelijks verneveld worden over de bewaaraardappelen.
Voor deze toepassing is carvon toegelaten door de Europese Unie als "groeiregulator voor planten" en in Nederland door het Ctgb.